# Павел Полунин
Павел Евгениевич Полунин (роден като Павел Владимирович Борискин) (19 януари 1953 г. – 30 март 2021 г.) е съветски актьор, изиграл няколко филмови роли като дете, най-известната от които е ролята на Ванюшка във филма на Сергей Бондарчук „Съдбата на човека“ по едноименния разказ на Михаил Шолохов.

## Биография
Павел Борискин е роден през 1953 г. в семейството на актьора Владимир Борискин. Бащата довежда сина си на снимачната площадка.
Владимир Борискин е избухлив и неуравновесен човек, злоупотребява с алкохол и прекъсва снимките и представленията. Режисьорът Евгений Полунин се жени за майката на Павлик, когато е на около девет години, и момчето го смята за свой истински баща. За Полунин Павел остава единственият син.
Най-известната и значима роля на Павел Полунин в киното остава една от главните роли във филма на Сергей Бондарчук „Съдбата на човека“ (1959) по едноименния разказ на Михаил Шолохов – ролята на бездомното сираче Ванюшка, който става на Соколов (героят на Сергей Бондарчук) като осиновен син. Павел не се снима във филми дълго, до 10 – 11-годишна възраст, след което спират да го канят. На 17-годишна възраст той играе за отбора за възрастни в московското регионално първенство по футбол. Има първа категория по ски и втора по акробатика. След като завършва училище, той три пъти се опитва да влезе във ВГИК (Всеруски държавен институт по кинематография „С. А. Герасимов“) (веднъж в актьорския отдел, два пъти в режисьорския отдел), но не успява.
Полунин влиза в дървообработващия завод като чирак на механик. По-късно сменя няколко професии: работи в областния комитет на Комсомола, в бюрото за младежки туризъм, занимава се с бизнес (търговия на авточасти), работи като инженер. От средата на 2000-те работи в Москва като таксиметров шофьор. От април 2010 г. работи във Фолксваген Груп Русия. шофьор.
Женен е три пъти, но поддържа връзки само с последното си семейство. Смятал двете дъщери на последната си жена за свои. Живял в Железнодорожний.

## Ролята на Ванюшка
Когато избира актьори за първия си филм, Сергей Бондарчук разглежда сто кандидати за ролята на Ванюшка, но не може да вземе решение за избора на изпълнител. Владимир Борискин го посъветва да гледа сина му а Бондарчук харесва Павлик. Но накрая е одобрен от самия Михаил Шолохов. По време на снимките Павлик е на шест години, той все още не може да чете и трябва да научи ролята на ухо.
По време на снимките има прекъсване на отношенията между родителите на Павлик и само майка му е на снимачната площадка с него.
На 45-ата годишнина от излизането на филма, Павел Полунин се свързва съа сина Фьодор Бондарчук, предлагайки да организира юбилейни събития, но синът му не проявпва интерес. През май 2009 г., годината на 50-годишнината от излизането на филма, Павел Полунин участва в ежегодния фестивал „Шолохова пролет“ в село Вешенская.
Умира на 30 март 2021 г. Погребан е на Дятловското гробище в град Балашиха, Московска област.